# Косые Ложки
Косые Ложки́ — деревня в Шарыповском районе Красноярского края России. Входит в состав Парнинского сельсовета.

## География
Деревня расположена в 22 км к югу от районного центра Шарыпово.

## История
Более ста лет населенный пункт значился как улус Косоложенский, ибо жили здесь хакасы. В период крестьянской колонизации территории в Косых Ложках стали селиться крестьяне. Одно время деревня была центром сельсовета. Есть начальная школа.

## Население
| 2010 |
| ---- |
| 135  |

Гендерный состав
По данным Всероссийской переписи населения 2010 года 68 мужчин и 67 женщин из 135 чел.